# Centaur (police de caractères)
Pour les articles homonymes, voir Centaur.
Centaur est une police de caractères créée par Bruce Rogers pour le Metropolitan Museum of Art en 1915 et vendue par Monotype Corporation en 1929. Une version numérisée et libre nommée Coelacanth a été réalisée par Ben Whitmore en 2014.